# Чикаленко Марія Вікторівна
Чикаленко Марія Вікторівна (уроджена Садик; 1863, Лубенський повіт — 1934, Київ) — українська громадська діячка, голова Бестужевських курсів у Києві та «Жіночої громади».

## Життєпис
Марія Вікторівна народилась на Лубенщині у 1863 році в родині Садиків.
Навчаючись на жіночих курсах у Харкові, у 1882 році Марія Садик познайомилась з вільним слухачем Харківського університету Євгеном Чикаленком, з яким вони за рік побрались. Після того як у 1885 році за родиною Чикаленків за зв'язки з українськими поступовцями починає наглядати поліція, подружжя переїхало з Полтавщини до села Перешори Ананьївського повіту Херсонської губернії у свій родовий маєток. У 1894 році вона разом з чоловіком і дітьми переїхала до Одеси. У 1900 році родина переїхала до Києва, де активно долучилася до громадських справ.

### Громадська діяльність
Марія Вікторівна всіляко підтримувала чоловіка у всіх його громадських починаннях, а у 1900 році сама заснувала Українську жіночу громаду. Зібрання нової організації також проходили у київській оселі Чикаленків і збирали відомих українок міста: Марію Степаненко (дружину Василя Степаненка), Одарку Романову, Марію Тимченко, Марію Левицьку, Людмилу Старицьку-Черняхівську, Марію Матюшенко-Гоженко, Марію Грінченко та Ганну Чикаленко. Жіноцтво ставило завдання виховувати власних дітей в українському дусі, розповсюджувати за власний кошт у селах українські книжечки та усіляко пропагувати українство. Можливо, членство в цій першій національній Жіночій громаді сформувало, зокрема, з Ганни Чикаленко відому діячку міжнародного жіночого руху.

### Родина
Окрім заслуг у громадській діяльності, Чикаленко була ще й матір'ю великої родини, яку складали п'ятеро дітей: Ганна, Вікторія, Левко, Петро та Іван. Найстарша дочка — Євгенія, померла у 1895 році у 10-річному віці. Усі діти Чикаленків виростали в атмосфері поваги до рідного слова, українських народних традицій, обізнаності з новинами української літератури та її творцями, були учасниками традиційних українських зібрань, літературних журфіксів, що проводилися у їхній родині.

### Останні роки
Після поразки УНР у війні за незалежність і виїзду чоловіка й більшості дітей в еміграцію Марія залишилась в Україні разом з меншим сином Іваном. Спочатку працювала вчителькою німецької мови в селі Кононівка, яке до революції було їхнім маєтком. Останні роки життя прожила у Києві у родині сина. Померла Марія Вікторівна під час Голодомору в 1934 році в Києві і похована на Лук'янівському кладовищі.